# オリンピックジャベリン

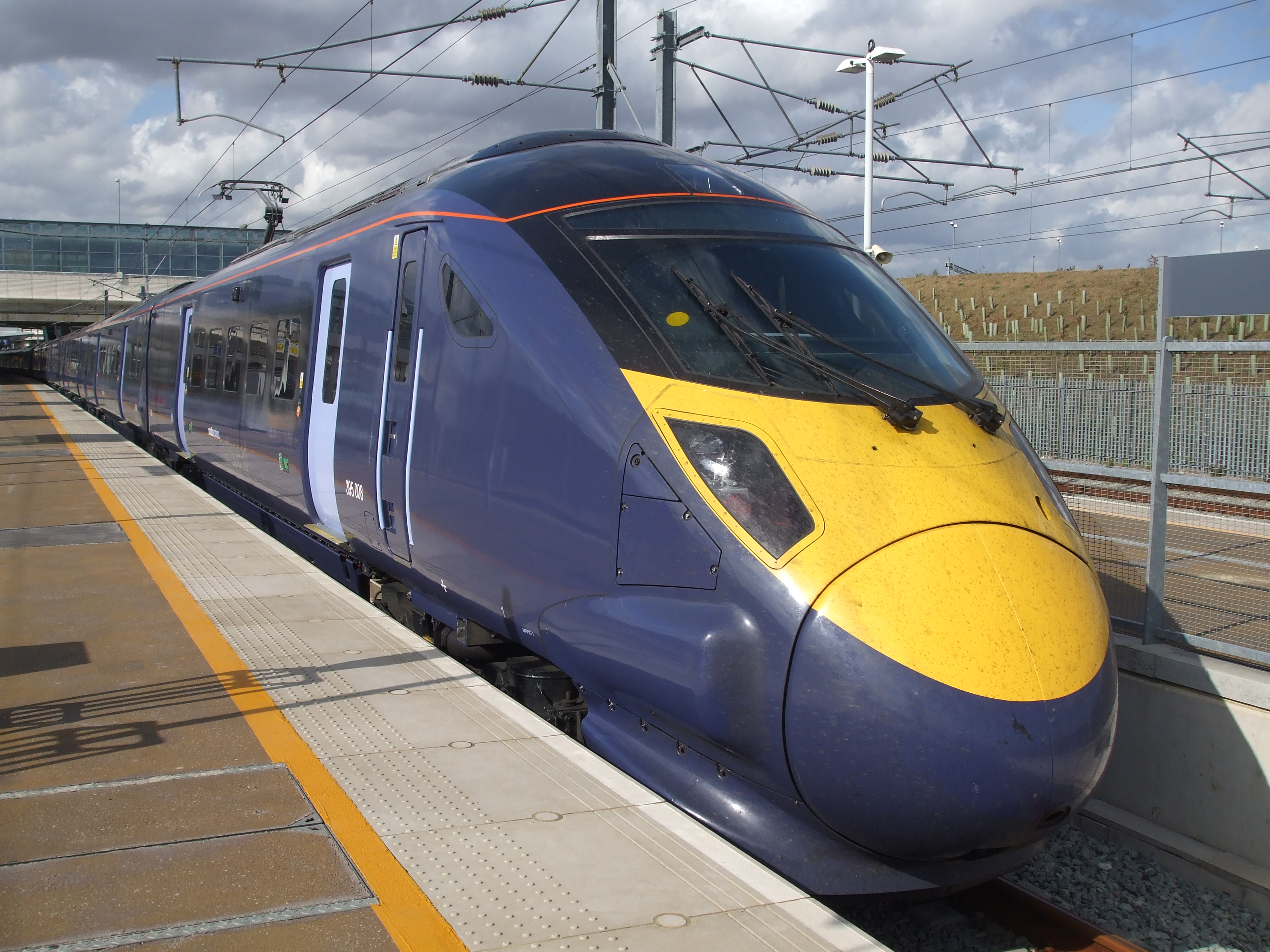
"オリンピックジャベリン"に使用された395形電車

オリンピックジャベリン(英:Olympic Javelin)とは2012年ロンドンオリンピック招致で発表された高速列車のシャトルサービス計画である。この計画は、2012年に開催される夏のオリンピックの招致で国際オリンピック委員会が貧弱と考えているロンドンの公共交通輸送機関を改善する重要な部分である。
このサービスはオリンピック期間中、セントパンクラス駅とケント北部のエブスフリート国際駅を近隣にオリンピック公園が計画されているストラトフォード国際駅を経由して結ぶもので、運行はHigh Speed 1を経由しサウスイースタンが行う予定となっている。

## 運行
セントパンクラス駅とエブスフリート国際駅の所要時間はそれぞれ7～8分と10～15分それぞれの方向で掛かることになっている。また、列車の運行間隔は6分毎になる。セントパンクラス駅ではロンドン地下鉄が市内とその他の列車で、ミッドランド、スコットランド、イングランド北部と接続される。同時にエブスフリートでは列車とバスでケント州北部、テムズゲートウェイと結ばれる。線路容量を空けるため、期間中はユーロスターはストラトフォードを通り過ぎなければならず、大陸側から来た観客はエブスフリートで乗換えとなる。
80%のオリンピック観戦客は鉄道によって会場を訪れると予想されている。   オリンピック公園は1時間当たり24万人の容量があり、そのうち25,000人はジャベリンの列車を利用する。

## 列車
使用が予定されている車両は High Speed 1の国内通勤輸送サービスで使用される車両と同じで日立製作所に発注された395形電車が使用される。国内輸送は期間中、休止される予定である。2億5千万ポンドで28編成発注された。この車両はA-trainと新幹線をはじめとして今まで蓄積された日本の鉄道車両技術をベースにし欧州で走る初の日系メーカーが製造した高速鉄道車両でもある。